# Созоновское муниципальное образование
Созоновское муниципальное образование — упразднённое сельское поселение в Тюменском районе Тюменской области Российской Федерации.
Административный центр и единственный населённый пункт в составе — село Созоново.

## История
Статус и границы сельского поселения установлены Законом Тюменской области от 5 ноября 2004 года № 263 «Об установлении границ муниципальных образований Тюменской области и наделении их статусом муниципального района, городского округа и сельского поселения».
19 апреля 2019 года присоединено к Каскаринскому МО.

## Население
| 2010  | 2011  | 2012  | 2013  | 2014  | 2015  | 2016  |
| ----- | ----- | ----- | ----- | ----- | ----- | ----- |
| 1596  | ↗1597 | ↘1553 | ↘1525 | ↗1575 | ↘1563 | ↗1579 |
| 2017  | 2018  | 2019  |       |       |       |       |
| ↘1576 | ↘1544 | ↗1554 |       |       |       |       |